# Hilara suspecta
Hilara suspecta är en tvåvingeart som beskrevs av Frey 1955. Hilara suspecta ingår i släktet Hilara och familjen dansflugor. Inga underarter finns listade i Catalogue of Life.